# Хитров (посёлок)
Хитров — посёлок в Брасовском районе Брянской области, в составе Веребского сельского поселения. 
 Расположен в 5 км к востоку от села Веребск, в 4 км к юго-западу от села Суслова. Население — 3 человека (2010).
Возник в 1920-е годы; до 1954 г. входил в состав Сусловского сельсовета.
| Годы      | 1979 | 1989 | 2002 | 2010 |
| --------- | ---- | ---- | ---- | ---- |
| Население | 40   | 13   | 7    | 3    |